# Норориенталь-де-Малага (комарка)
Норориенталь-де-Малага (исп. Comarca Nororiental de Málaga)  — район (комарка) в Испании, входит в провинцию Малага в составе автономного сообщества Андалусия.

## Муниципалитеты
| Муниципалитет           | Население | Площадь км² | Плотность населения чел./км² |
| ----------------------- | --------- | ----------- | ---------------------------- |
| Арчидона                | 8672      | 187         | 46,37                        |
| Куэвас-Бахас            | 1430      | 16          | 89,38                        |
| Куэвас-де-Сан-Маркос    | 4007      | 37          | 108,30                       |
| Вильянуэва-де-Альгайдас | 4493      | 75          | 59,91                        |
| Вильянуэва-дель-Росарио | 3470      | 45          | 77,11                        |
| Вильянуэва-дель-Трабуко | 5219      | 59          | 88,46                        |
| Вильянуэва-де-Тапиа     | 1673      | 17          | 98,41                        |